# Hyakuren no Haō to Seiyaku no Valkyria
Hyakuren no Haō to Seiyaku no Valkyria (百錬の覇王と聖約の戦乙女 Hyakuren no Haō to Seiyaku no Varukyuria?, lit. Mayor rey de buen temperamento y valquiria de pacto), conocida como The Master of Ragnarok & Blesser of Einherjar en inglés, es una serie de novelas ligeras japonesas escritas por Seiichi Takayama e ilustradas por Yukisan. La historia sigue a Yuuto Suoh, un estudiante de secundaria de 14 años que tiene conocimientos de leyendas urbanas. Durante una noche, mientras investiga la leyenda urbana del Santuario Tsukimiya, es transportado a una Tierra en el pasado distante con similitudes a la mitología nórdica, donde repentinamente se convierte en el Patriarca del Clan Wolf.
La serie es publicada por el sitio web Hobby Japan, mientras que la versión en inglés es por J-Novel Club. Chany está serializando una adaptación al manga en el sitio Hobby Japan y una adaptación al anime por parte del estudio EMT Squared se emitió del 8 de julio al 23 de septiembre de 2018.

## Sipnosis
Yuuto Suoh es un estudiante de secundaria de segundo año de catorce años que tiene conocimientos sobre leyendas urbanas. Una noche, en su búsqueda por descubrir si la leyenda urbana del Santuario Tsukimiya local era cierta, descubrió de manera irreversible que la leyenda no era una farsa. Separado a la fuerza de su amigo de la infancia y amor de su vida, Mitsuki Shimoya, Yuuto apareció en otro mundo con grandes similitudes con la mitología nórdica (mientras investigaba el mundo, descubrió que el "otro mundo" no era realmente otro mundo sino una Tierra en el pasado distante, específicamente, 2000-1300 a. C., la Edad de Bronce Final). En su búsqueda por la supervivencia, Yuuto, sin darse cuenta, ascendió para convertirse en el patriarca del Clan Wolf, la familia que lo había acogido cuando lo invocó, utilizando el conocimiento moderno que le proporcionó su teléfono inteligente que, sin saberlo, había traído con él al otro. mundo. A pesar de ganarse el afecto de múltiples Einherjers, doncellas guerreras mágicas, Yuuto tiene un solo objetivo: volver al lado de su amiga de la infancia y un amor verdadero (aunque esto no impide que las otras chicas intenten ganárselo).

## Personajes

### Principales
Yuuto Suoh (周防勇斗 Suō Yūto?)
 Seiyū: Kōdai Sakai
Un estudiante de secundaria convertido en señor de la guerra que accidentalmente se transportó a sí mismo a Yggdrasil cuando se tomó una selfie frente a un espejo divino. En los dos años transcurridos desde su llegada, ascendió hasta convertirse en el patriarca del Clan Wolf y utilizó el conocimiento moderno disponible para idear nuevas tácticas militares y nuevas tecnologías para hacer que su clan fuera poderoso. A pesar de que el propio Yuuto no tiene habilidades únicas, es un hábil comandante al imitar las tácticas de conquistadores famosos como Alejandro Magno y Oda Nobunaga, y un hábil líder al estudiar textos importantes como El príncipe de Nicolás Maquiavelo y El arte de la guerra de Sun Tzu.
Felicia (フェリシア Ferishia?)
 Seiyū: Rie Suegara
Una de los Einherjers del Clan Wolf y la hermana menor juramentada de Yuuto. Ella lucha usando un látigo y su runa le permite moverse a velocidades sobrehumanas. Ella también está secretamente enamorada de Yuuto, aprovechando cada oportunidad para seducirlo con su belleza.
Sigrun (ジークルーネ Jīkurūne?)
 Seiyū: Arisa Date
Una de los Einherjers del Clan Wolf y la hija jurada de Yuuto. Ella pelea usando una katana que le dio Yuuto y su runa aumenta su fuerza. Ella admira mucho a Yuuto, deseando su alabanza y haciendo que sea muy protectora con él. Esto eventualmente hace que ella desarrolle sentimientos por él.

### Secundarios
Mitsuki Shimoya (志百家美月 Shimoya Mitsuki?)
 Seiyū: Aya Uchida
La amiga de la infancia de Yuuto, de quien está enamorado. Ella puede llamar a Yuuto usando el teléfono que aún posee mientras está cerca del espejo divino que lo convocó a Yggdrasil. Cuando Yuuto regresa al siglo XXI, mientras ella está extasiada, Mitsuki no tarda mucho en darse cuenta de que Yuuto quiere regresar, por lo que decidió irse con él. Después de lograr convencer a Yuuto de que no retrocederá en su resolución, acepta la propuesta de matrimonio de Yuuto.
Leafa (リーファ Leafs?)
 Seiyū: Rika Tachibana
Una chica misteriosa que resulta ser la verdadera heredera del divino emperador del Sagrado Imperio Ásgarðr, el poder gobernante de Yggdrasil. Su nombre real era 'Sigrdrífa y tenía un parecido sorprendente con Mitsuki. Es despreocupada, se respeta a sí misma e inteligible sobre la magia sagrada. Su estado de ánimo sería audaz hacia Yuuto. Después de darle a Yuuto un beso de buena suerte en la batalla, comenzó a tener sentimientos notables por él.
Ingrid (イングリット Ingurito?)
 Seiyū: Maki Kawase
Una de los Einherjers del Clan Wolf y la hija jurada de Yuuto. Su runa le da habilidades de herrero de clase magistral. Ella está enamorada de Yuuto y, a menudo, malinterpreta el significado detrás de sus palabras como si él quisiera tener relaciones sexuales con ella.
Linnea (リネーア Rinea?)
 Seiyū: Kanon Takao
La matriarca del Clan Horn que se convirtió en la hermana menor jurada de Yuuto después de que su clan fuera conquistado por el Clan Wolf. Ella es una patriarca hereditaria, lo cual es ilegal en el meritocrático Yggdrasil. Considerándose indigna de liderar, propuso casarse con Yuuto y unificar sus clanes con él como patriarca. A pesar de que su propuesta es diplomática, finalmente desarrolla un afecto genuino por él.
Albertina (アルベルティーナ Aruberutīna?)
 Seiyū: Aoi Yūki
Una de las princesas del Clan Claw y la hermana gemela mayor de Christina. A diferencia de su hermana, ella es inocente y de mente lenta. Es una Einherjer cuya runa le permite moverse a velocidades sobrehumanas y ocultar un poco su presencia, convirtiéndola en una excelente asesina. Se convirtió en la hija jurada de Yuuto simplemente porque su hermana también lo hizo.
Christina (クリスティーナ Kurisutīna?)
 Seiyū: Ayana Taketatsu
Una de las princesas del Clan Claw y la hermana gemela menor de Albertina. A diferencia de su hermana, es traviesa e inteligente. Es una Eingerjer cuya runa le permite ocultar su presencia y aumentar un poco su velocidad, lo que, junto con sus habilidades para recopilar información, la convierte en una excelente espía. Se convirtió en la hija jurada de Yuuto debido a su respeto por sus habilidades de liderazgo.

## Medios

### Novela ligera
Las novelas ligeras están escritas por Seiichi Takayama e ilustradas por Yukisan. Hobby Japan publicó la primera novela en agosto de 2013. El editor digital J-Novel Club obtuvo la licencia de la serie para un lanzamiento en inglés y publicó los primeros cuatro capítulos el 27 de enero de 2018.

#### Lista de volúmenes
| N.º | Fecha de lanzamiento    | ISBN original          |
| --- | ----------------------- | ---------------------- |
| 1   | 1 de agosto de 2013     | ISBN 978-4-7986-0654-5 |
| 2   | 1 de noviembre de 2013  | ISBN 978-4-7986-0704-7 |
| 3   | 1 de febrero de 2014    | ISBN 978-4-7986-0747-4 |
| 4   | 1 de mayo de 2014       | ISBN 978-4-7986-0812-9 |
| 5   | 1 de septiembre de 2014 | ISBN 978-4-7986-0871-6 |
| 6   | 1 de noviembre de 2014  | ISBN 978-4-7986-0910-2 |
| 7   | 28 de febrero de 2015   | ISBN 978-4-7986-0956-0 |
| 8   | 1 de julio de 2015      | ISBN 978-4-7986-1043-6 |
| 9   | 1 de diciembre de 2015  | ISBN 978-4-7986-1109-9 |
| 10  | 1 de marzo de 2016      | ISBN 978-4-7986-1187-7 |
| 11  | 1 de julio de 2016      | ISBN 978-4-7986-1255-3 |
| 12  | 1 de noviembre de 2016  | ISBN 978-4-7986-1321-5 |
| 13  | 1 de julio de 2017      | ISBN 978-4-7986-1476-2 |
| 14  | 1 de noviembre de 2017  | ISBN 978-4-7986-1562-2 |
| 15  | 31 de marzo de 2018     | ISBN 978-4-7986-1674-2 |
| 16  | 30 de junio de 2018     | ISBN 978-4-7986-1722-0 |
| 17  | 1 de marzo de 2019      | ISBN 978-4-7986-1787-9 |
| 18  | 1 de junio de 2019      | ISBN 978-4-7986-1944-6 |
| 19  | 31 de octubre de 2019   | ISBN 978-4-7986-2020-6 |
| 20  | 1 de febrero de 2020    | ISBN 978-4-7986-2120-3 |
| 21  | 1 de agosto de 2020     | ISBN 978-4-7986-2228-6 |
| 22  | 1 de mayo de 2021       | ISBN 978-4-7986-2371-9 |
| 23  | 1 de octubre de 2021    | ISBN 978-4-7986-2576-8 |

### Manga
Una adaptación al manga de Chany se serializa en el sitio web de Hobby Japan desde 2015. J-Novel Club obtuvo la licencia de la serie para un lanzamiento en inglés y publicó el primer volumen el 31 de mayo de 2019.

### Anime
Una adaptación al anime se emitió del 8 de julio al 23 de septiembre de 2018 y se transmitió en Tokyo MX y BS11. La serie está dirigida por Kōsuke Kobayashi y escrita por Natsuko Takahashi, con animación del estudio EMT Squared. Mariko Ito se desempeñó como diseñadora de personajes de la serie y también como directora de animación en jefe junto a Miyako Yatsu. Aya Uchida interpretó el tema de apertura "Bright way", y petit milady interpretó el tema de cierre "Sekaijū ga Koi o Suru Yoru" (世界中が恋をする夜?). La serie es transmitida simultáneamente por Crunchyroll, quien también coprodujo la serie, mientras que Funimation produjo el doblaje en inglés. La serie duró 12 episodios.